# Vieil Ottawa-Sud
Ne doit pas être confondu avec Ottawa-Sud ou Ottawa-Sud (circonscription provinciale).
Le Vieil Ottawa-Sud ou simplement Ottawa-Sud (en anglais : Old Ottawa South) est quartier du district Capitale (en) dans le centre d'Ottawa, en Ontario, au Canada.  

## Géographie
Le Vieil Ottawa-Sud est délimité par le canal Rideau au nord, le chemin Avenue à l'est, la rivière Rideau au sud et l'avenue Bronson à l'ouest. L'Université Carleton, située au-delà de l'avenue Bronson, est parfois considérée comme étant géographiquement situé dans le Vieil Ottawa-Sud, puisqu'il en constitue le prolongement, implanté sur l'isthme entre le canal et la rivière Rideau.     
La rue Bank est la principale artère commerçante du quartier, avec ses pubs, le cinéma Mayfair Theatre (en), des commerces moyen-orientaux et des magasins d'antiquités. Dans le cadre de travaux de réfection en 2004, les trottoirs ont été incrustés de feuilles d'érable en métal portant le nom de musiciens canadiens de folk.

## Démographie
Le quartier compte 6210 habitants.

## Histoire

### Chronologie
Le secteur est initialement colonisé vers 1814 par des colons américains, parmi lesquels Elkanah Billings et Abraham Dow, et britanniques, dont Lewis Williams. Les colons s'établissent d'abord à un gué sur la rivière Rideau, où sera construit le pont Billings (en) en 1830. En 1827, la construction du canal Rideau entraîne une croissance rapide de la population dans la communauté rurale. Bien que cette construction entraîne une amélioration des liens routiers ― notamment par la construction de la rue Bank ― avec Bytown, la communauté d'Ottawa South entretient des liens serré avec sa contrepartie méridionale, Billings Bridge, avec qui elle partage certains services. 
En 1867, la Confédération et l'établissement de la capitale à Ottawa entraîne un second souffle au peuplement. Le secteur fait l'objet de multiples lotissements, celui de Rideauville étant le plus prolifique. Ottawa-Sud est annexé à Ottawa en 1907. Le développement s'accélère encore plus rapidement lorsque le tramway (en) dessert le quartier, desserte facilitée par la construction d'un pont surélevé sur la rue Bank, au dessus du canal. L'arrivée des transports collectifs fait quadrupler les valeurs foncières, ce qui favorise la constitution d'une banlieue d'un certain prestige. Les constructions sont surtout de style Arts and Crafts, avec de nombreuses maisons de style Four Square[réf. nécessaire]. 
Le développement se poursuit vers l'est et vers l'ouest à partir de la rue Bank jusqu'au milieu du xxe siècle. Les marais près de l'avenue Bronson sont comblés avec des déchets afin de constituer le campus de l'université Carleton, et le boisé au sud de l'avenue Cameron est rasé pour permettre la construction de maisons en rangée. 

## Galerie
| Patineurs sur un canal gelé passant sous un pont.                                    |
| Le pont de la rue Bank en hiver. Le canal marque la limite nord du Vieil Ottawa-Sud. |

|                                            |
| La plupart des rues sont bordées d'arbres. |